# Dragonball: Evolution
Dragonball: Evolution er en amerikansk realfilmbearbejdelse af Akira Toriyamas verdensberømte mangaserie Dragon Ball. Historien handler om eventyret om hovedpersonen, Goku, fra hans barndom til voksenlivet. Filmen blev påbegyndt i 2002 og er instrueret af James Wong, der tidligere har stået bag Final Destination og The One, og produceret af Stephen Chow. Blandt de medvirkende skuespillere er Justin Chatwin i rollen som Goku og James Marsters som Piccolo, antagonisten i filmen. Filmen havde verdenspremiere i Japan 13. marts 2009.

## Synopsis
Den kampsportstrænede, udenjordiske kriger Goku (Justin Chatwin) drager ud på en rejse for at finde Master Roshi (Chow Yun-Fat) og samle de syv sagnomspundne Dragon Balls før den onde Piccolo (James Marsters) gør det. På hans vej møder han Bulma (Emmy Rossum), som der slutter sig til ham for at hjælpe ham med hans mission. Da han ankommer til Roshis sted, bliver han ikke modtaget med omfavnelse men skal derimod kæmpe imod Roshi. Roshi finder hurtigt ud af at Goku er barnebarn til Gohan (Randall Duk Kim) og vælger derefter at træne ham til at forberede sig mod den ultimative kamp mod Lord Piccolo for at forhindre ham i at samle de magtfulde Dragon Balls, også kendt som Dragekuglerne.

## Respons
Filmen blev mødt mest af dårlig kritik, og selv instruktøren, forfatteren og alle de andre bag filmholdet hadede den, og var skuffet over deres arbejdet. Men fordi den blev et kæmpe hit i Japan, som et af de eneste lande, får den en efterfølger kaldet Dragonball 2: Reborn.

## Figurer
- Justin Chatwin som Goku
- James Marsters som Piccolo
- Jamie Chung som Chi-Chi
- Emmy Rossum som Bulma
- Chow Yun-Fat som Muten Roshi
- Joon Park som Yamcha
- Eriko Tamura som Mai
- Texas Battle som Carey Fuller
- Luis Arrieta som Weaver
- Randall Duk Kim som Bedstefar Gohan
- Ernie Hudson som Master Mutaito
- Shavon Kirksey som Emi